# Juneau
Juneau ([ˈdʒuːnoʊ]; in tlingit: Dzánti K'ihéeni [ˈtsántʰì kʼìˈhíːnì]; in russo: Джуно, Džuno; in inupiaq: Tisaantikii Hiinii) è la capitale dell'Alaska, negli Stati Uniti d'America. I confini della città coincidono con quelli del Borough di Juneau (in Alaska i borough, o distretti, sostituiscono le contee), e l'amministrazione locale opera sia a livello cittadino che di distretto. La popolazione, nel 2020, ammontava a 32 255 abitanti.
L'area della contea è la seconda più estesa degli Stati Uniti, superata di poco da un'altra città dell'Alaska, Sitka.
La città deve il suo nome al cercatore d'oro Joe Juneau, scopritore di una vena aurifera nella zona verso la fine del XIX secolo.

## Storia

### Primo insediamento
Prima dell'insediamento europeo, la zona è stata popolata per millenni dalle tribù Taku e Auke che avevano trovato nel canale Gastineau un ottimo terreno di pesca. Gli Auke avevano costruito un villaggio e una necropoli.

### Scoperta europea della zona
Sebbene durante il dominio russo in Alaska fosse presente un insediamento questi ultimi non erano a conoscenza di Juneau. Il primo europeo a sopraggiungere nella zona fu Joseph Whidbey nell'agosto del 1794 durante la spedizione di George Vancouver, ma vedendo il Gastineau ghiacciato ritenne la zona di scarsa utilità.

### Città mineraria

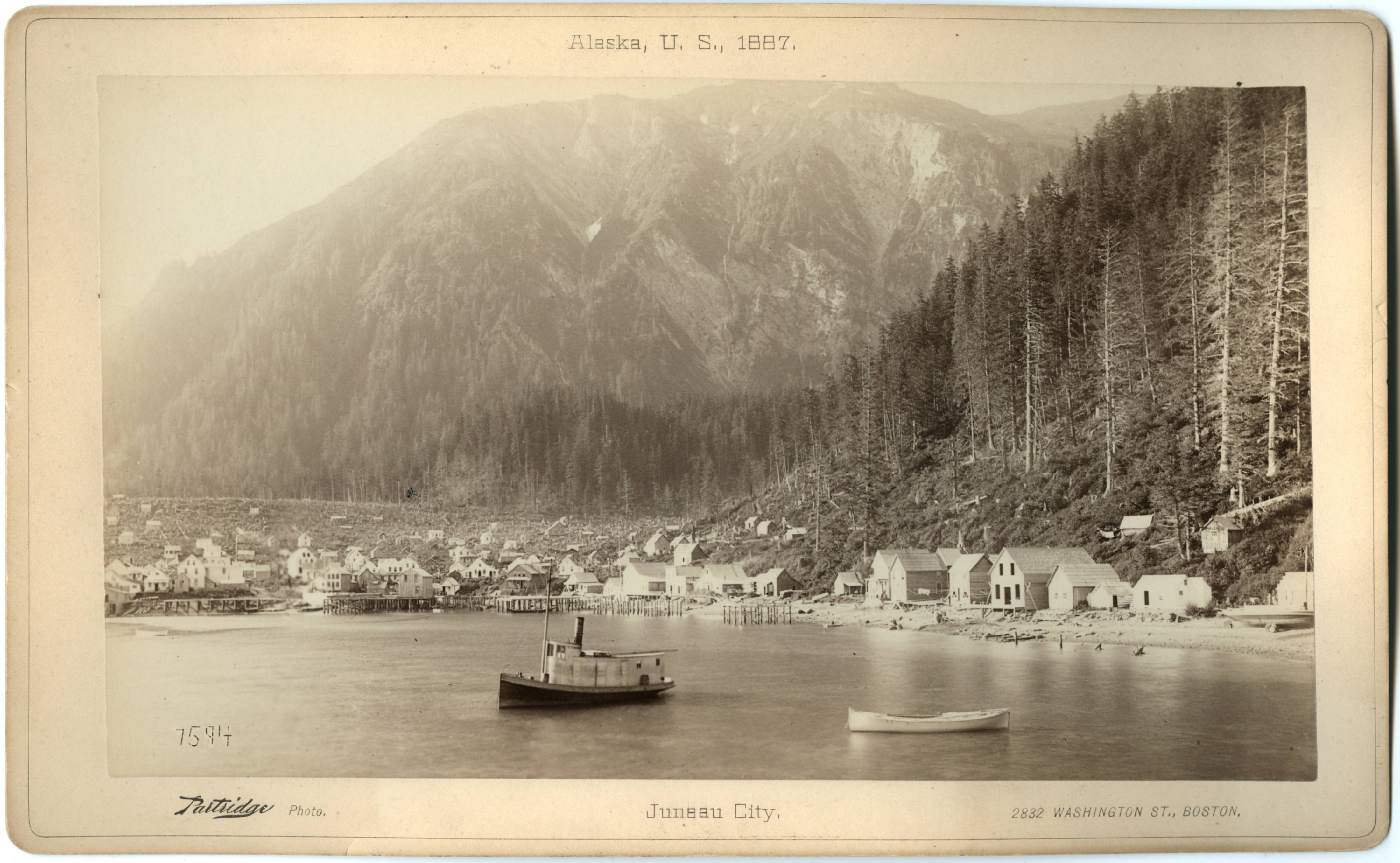
Juneau nel 1887

Dopo la Corsa all'oro californiana i cercatori d'oro e i minatori si spostarono lungo la costa nord-pacifica in cerca di altri depositi auriferi. Nel 1880 l'ingegnere minerario di Sitka George Pilz offrì una ricompensa al capo indigeno locale che lo avrebbe guidato verso i depositi d'oro. Capo Kowee accettò e venne accompagnato da dei cercatori nella ricerca di oro per poi tornare con un po' di minerali e aver segnalato la presenza di depositi. Alla richiesta di ricompensa da parte dell'indigeno, Pilz inviò due uomini: Joe Juneau e Richard Harris verso il Gastineau. I due dopo aver ricompensato il capo indigeno trovarono nella zona tantissime pepite molto grandi e grazie a ciò si decise la nascita di una città.
Il 18 ottobre 1880 i due uomini marcarono un terreno di 160 acri per il sito della futura cittadina. Entro un anno era già presente un campo minerario che a breve con l'arrivo di molti minatori divenne un villaggio sostituendo le tende e le baracche con degli edifici più sostanziosi. Fu la prima città statunitense sul suolo d'Alaska dopo il suo acquisto. Già nell'autunno del 1881 il villaggio contava più di 100 abitanti ed era conosciuto come Rockwell per poi cambiare in Harrisburg ed infine Juneau tramite una votazione e per distinguersi dall'omonima città in Pennsylvania.

## Geografia fisica
Juneau è situata nella regione sudorientale dell'Alaska, alla latitudine 58°18'07 nord e alla longitudine 134°25'11 ovest, vicino al confine con il Canada.

### Territorio

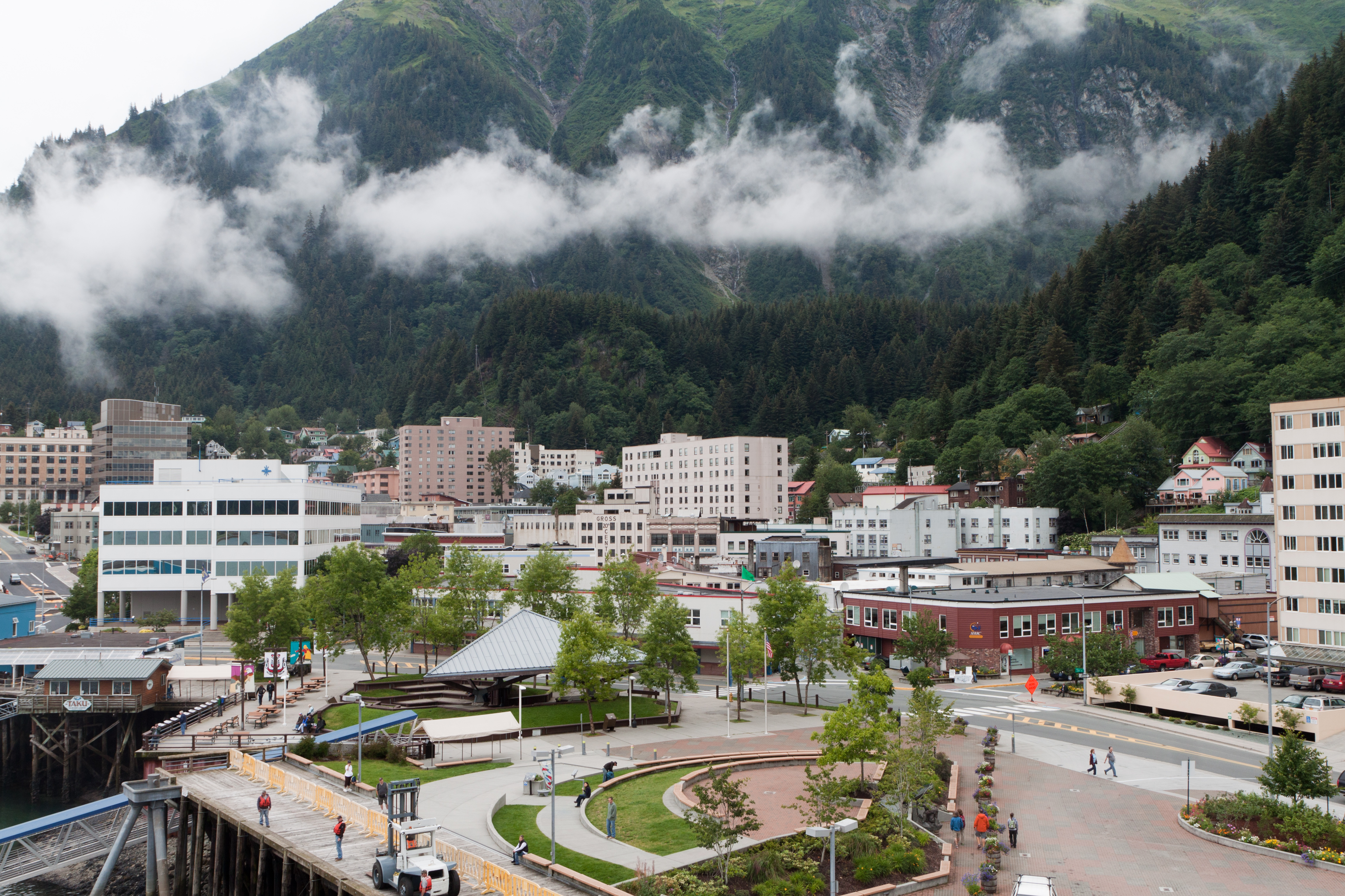
Il centro di Juneau con il monte Juneau che sorge sullo sfondo

La città si trova lungo il canale Gastineau: il centro della città, la zona affari ed il porto, si trovano sulla terraferma, sul lato est del canale, mentre il quartiere di West Juneau, prevalentemente residenziale, si trova sull'isola Douglas, sul lato ovest del canale, collegato alla zona est con il ponte Juneau–Douglas. La città è raggiungibile via terra solo da nord, attraverso la strada costiera denominata Glacier Highway, arteria peraltro lunga appena un centinaio di km ed a servizio dell'aeroporto e di pochi centri minori. Da più distante vi si può arrivare soltanto con navi o aerei; per spostarsi si usano prevalentemente gli idrovolanti. Pur essendo situata al livello del mare, è prossima a molte montagne, fra le quali trovasi il Ghiacciaio Taku.
La vegetazione principale di Juneau è la taiga ed è composta principalmente da pini, abeti e bassi arbusti. Le isole di Juneau sono montagnose.

### Clima
Juneau, nonostante la sua localizzazione nel Sudest dell'Alaska, ha una temperatura abbastanza bassa, con medie annuali inferiori ai 5 °C; è peraltro la città con gli inverni più miti di tutto lo Stato.
Nell'estate la temperatura può raggiungere i 15 °C, con molte nuvole e molta pioggia, specialmente nei mesi di agosto e settembre. La temperatura massima registrata nella storia di Juneau fu di 32 °C, nel luglio del 1975. La minima estiva fu registrata nel luglio del 1895, con −8 °C.
In inverno le medie termiche sono −8 °C/1 °C (Juneau è l'unica città in cui la massima di gennaio è superiore a 0 °C), e nevica molto, dato che la massa di aria fredda porta nuvole saturate. Nel gennaio del 1973 fu registrata la temperatura invernale minima, di −30 °C, e la più alta raggiunse i 16 °C anche nel mese di gennaio. Gli accumuli nevosi dell'intero inverno si situano intorno ai 4 m e la copertura nevosa dura un paio di mesi.

## Infrastrutture e trasporti
L'Aeroporto Internazionale di Juneau si trova a 13 km a nordovest della città.

## Cultura

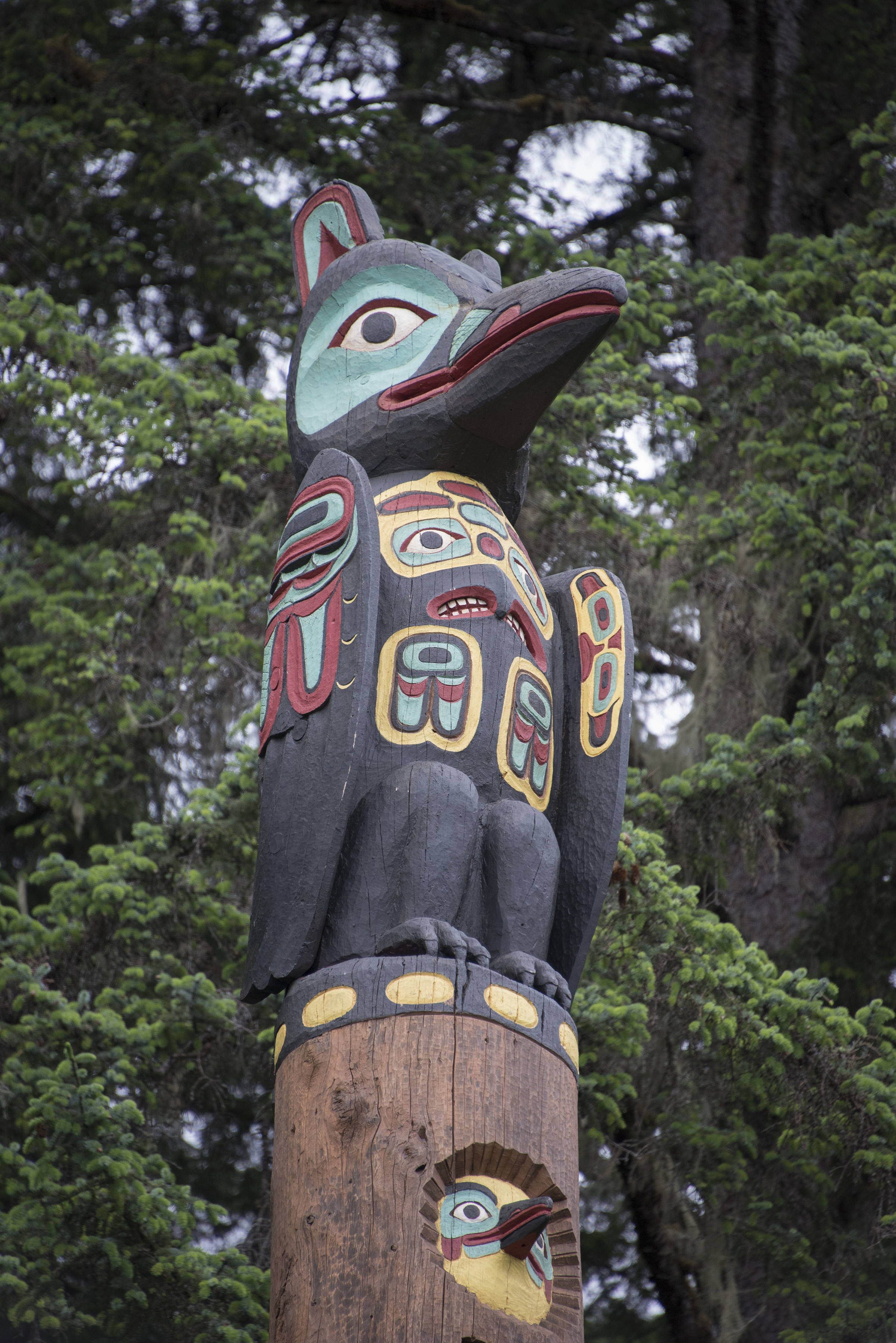
Totem di Tlingin.

### Musica
Il gruppo dei Funeral for a Friend, originaria di Bridgend, Galles, ha scritto una canzone con il titolo Juneau nel "mini-album" intitolato Seven Ways to Scream Your Name. Del mini album fanno parte anche i singoli She Drove Me to Daytime Television e Escape Artist Never Die.